# ألان رامزي (عسكري)
ألان رامزي (بالإنجليزية: Alan Ramsay)‏ هو عسكري أسترالي، ولد في 12 مارس 1895 في ويندسور ‏ في أستراليا، وتوفي في 19 سبتمبر 1973 في أرمادايل ‏ في أستراليا.